# Lahn-Marmor-Museum

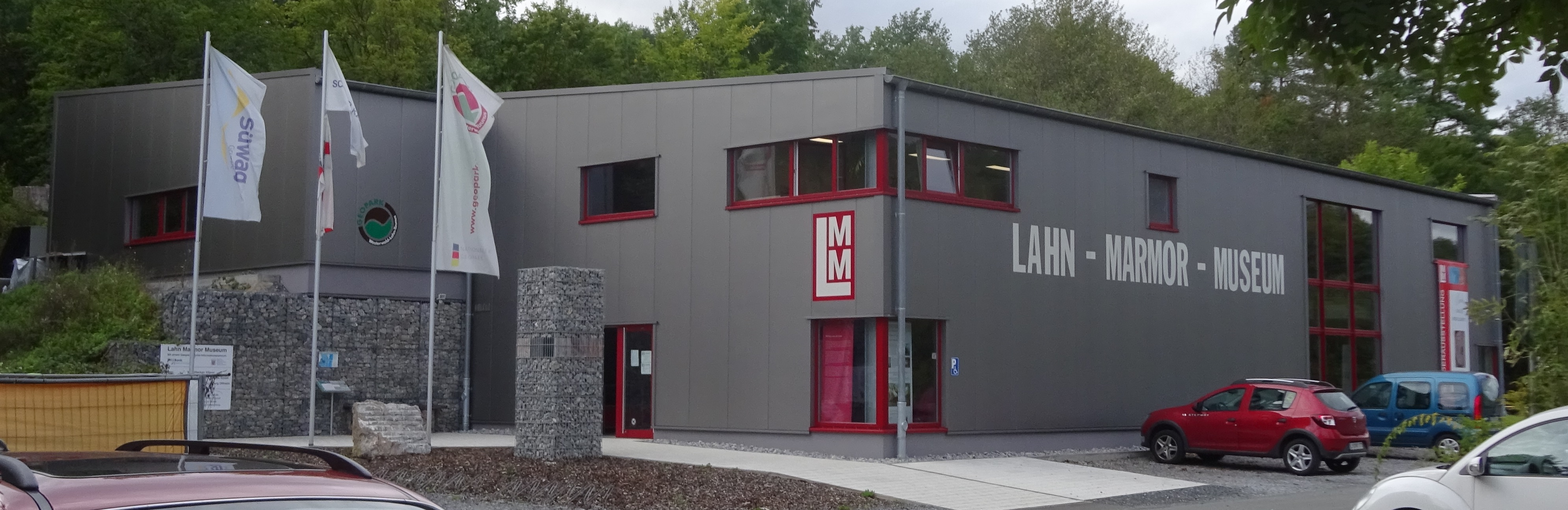
Das Museumsgebäude seit 2016

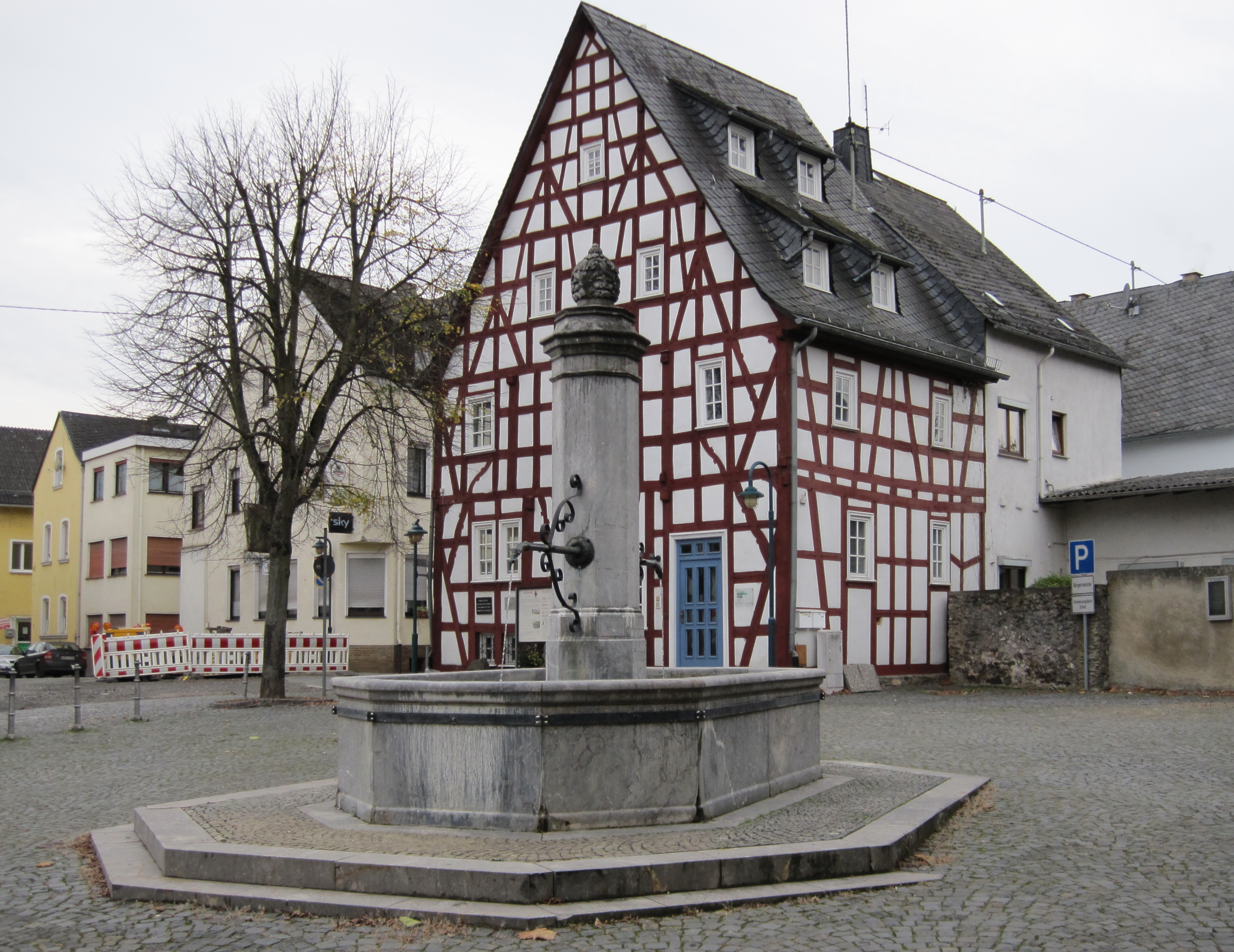
Das Museum war bis 2015 in diesem Fachwerkhaus untergebracht

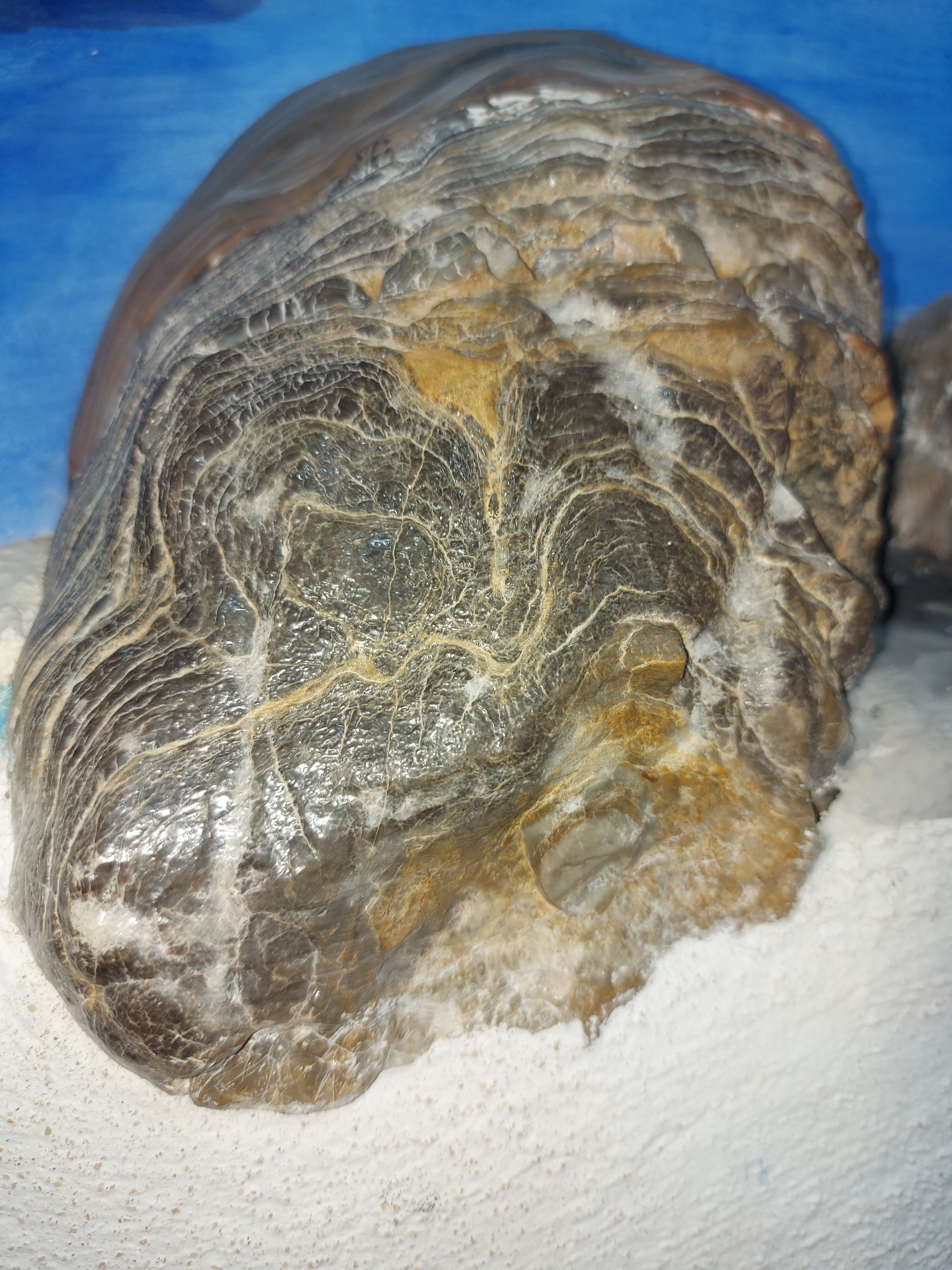
Stromatoporenkolonie im Lahn-Marmor-Museum

Das Lahn-Marmor-Museum in der mittelhessischen Gemeinde Villmar im Landkreis Limburg-Weilburg widmet sich dem im Tal der Lahn vorkommenden Lahnmarmor. Im Zentrum der Präsentation stehen die Entstehung des Natursteins als marines, biogenes Sedimentgestein, die Geschichte des Marmorabbaus in Steinbrüchen der Umgebung sowie seine Verwendung als Werkstein.
Das neue Gebäude des Museums wurde am 20. März 2016 feierlich eröffnet. Es befindet sich auf der rechten Seite der Lahn am Bahnhof Villmar, in unmittelbarer Nachbarschaft zum Unica-Steinbruch, dem bedeutenden Geotop, das einen einzigartigen Einblick in ein Stromatoporenriff aus dem Devon erlaubt. 2012 gab es eine Initiative, welche durch die Sammlung von Unterschriften ein Bürgerbegehren gegen den Bau des Museums anstrebte. Diese konnte zwar genügend Unterschriften sammeln, dennoch wurde das Bürgerbegehren vom Gemeindeparlament aus formalen Gründen abgelehnt.
Anfänglich, ab dem Jahr 2005, war das Lahn-Marmor-Museum in der Ortsmitte Villmars untergebracht, in einem Fachwerkhaus am Brunnenplatz, Peter-Paul-Straße 39–41, das zuvor das Gemeindebauamt beherbergt hatte. Schon an diesem Standort zeigte das Museum die Geologie des Lahnmarmors, die Geschichte und die Technik der Gewinnung der verschiedenen Varietäten des Werksteins sowie seine Nutzung, in sehr beengten Verhältnissen.
Träger des Museums ist die Stiftung Lahn-Marmor-Museum. Deren Beirat ist paritätisch zusammengesetzt aus Vertretern der Gemeinde Villmar und Vertretern des Vereins Lahn-Marmor-Museum e.V. Um den Betrieb des Museums kümmert sich der Verein.
Das Museum ist sowohl geologisches Museum und Naturkundemuseum als auch – durch seine Darstellung wichtiger wirtschaftshistorischer Aspekte der Region – Heimatmuseum.
Gezeigt wird im Museum die Geologie des Lahn-Marmors, d. h. die Entstehung des Gesteins als Riffkalk in einem tropischen Meer des Mitteldevon vor rund 390 Millionen Jahren, vorwiegend durch das Wachstum von Stromatoporen. Ein weiterer Schwerpunkt ist die Präsentation der Technik des Marmorabbaus im Wandel der Jahrhunderte. Zu sehen sind Seilsägen, Bohrer, Hebewerkzeuge, Rollen und Kräne, darunter ein Derrickkran. Des Weiteren wird die handwerkliche und bildhauerische Bearbeitung des Werksteins Lahnmarmor vorgestellt. 